# Piotr M. Majewski

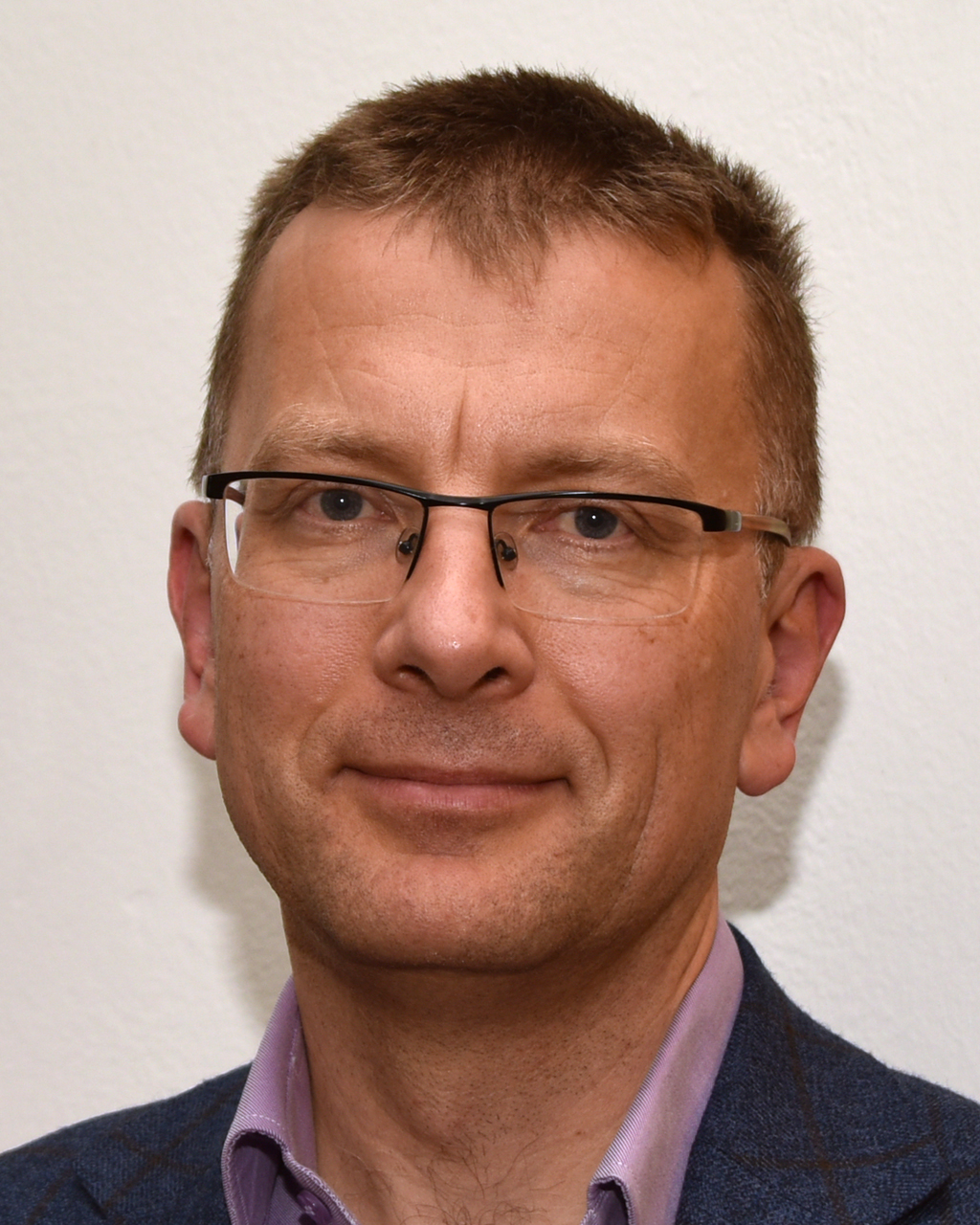
Piotr M. Majewski, 2022

Piotr Maciej Majewski (* 16. März 1972 in Warschau) ist ein polnischer Historiker, der sich auf die Zeitgeschichte, insbesondere auf die Geschichte der Sudetendeutschen und die Geschichte der deutsch-tschechischen Beziehungen spezialisiert hat.

## Studium und fachliche Tätigkeit
Majewski arbeitet am Historischen Institut der Universität Warschau und im Museum des Zweiten Weltkriegs in Danzig. Zwischen 2008 und 2011 arbeitete er als Ratgeber für die polnische Regierung.

## Publikationen (Auswahl)
- Edvard Beneš i kwestia niemiecka w Czechach. Warszawa 2001.
- „Niemcy Sudeccy” 1848-1948. Historia pewnego nacjonalizmu. Warszawa 2007.